# 나마무기 사건

나마무기 마을의 죽음(하야가와 쇼잔 그림), 메이지 시대에 상상화로 그려진 니시키에로 이름이 등장하는 것은 시마즈 히사미쓰와 고마쓰 다테와키의 이름만 등장한다.

나마무기 사건(일본어: 生麦事件 나마무기지켄[*])은 1862년 9월 14일 에도 시대 말기 분큐 2년에, 무사시국 다치바나군 나마무기촌(현재의 가나가와현 요코하마시 쓰루미구 나마무기) 근처에서 사쓰마 국부 시마즈 히사미쓰의 행렬에 난입했던 말 탄 영국인들을 호위하던 사쓰마번 사무라이들이 ‘무례하다’는 이유로 살해한 사건이다.
존왕양이 운동이 고조되고 있던 중에 이 사건의 처리는 큰 정치적 문제가 되었다. 결국 이 사건에 대한 배상 문제 때문에 사쓰에이 전쟁이 일어났고, 결과적으로 사쓰마번과 영국간의 상호간 이해를 깊게 하는 계기가 되었다. 게이큐 본선 나마무기 역 근처에 사건에 대한 비석이 있다.

## 개요

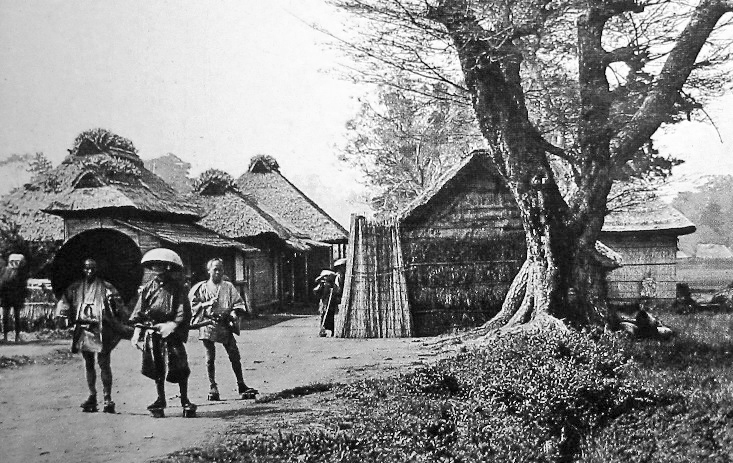
사건 당시의 나마무기 촌. 도카이도에 따르는 집단 취락 지역으로 가나가와 숙소 쪽 외곽 리처드슨 사체 발견 현장 (낙마 지점) 부근이다.

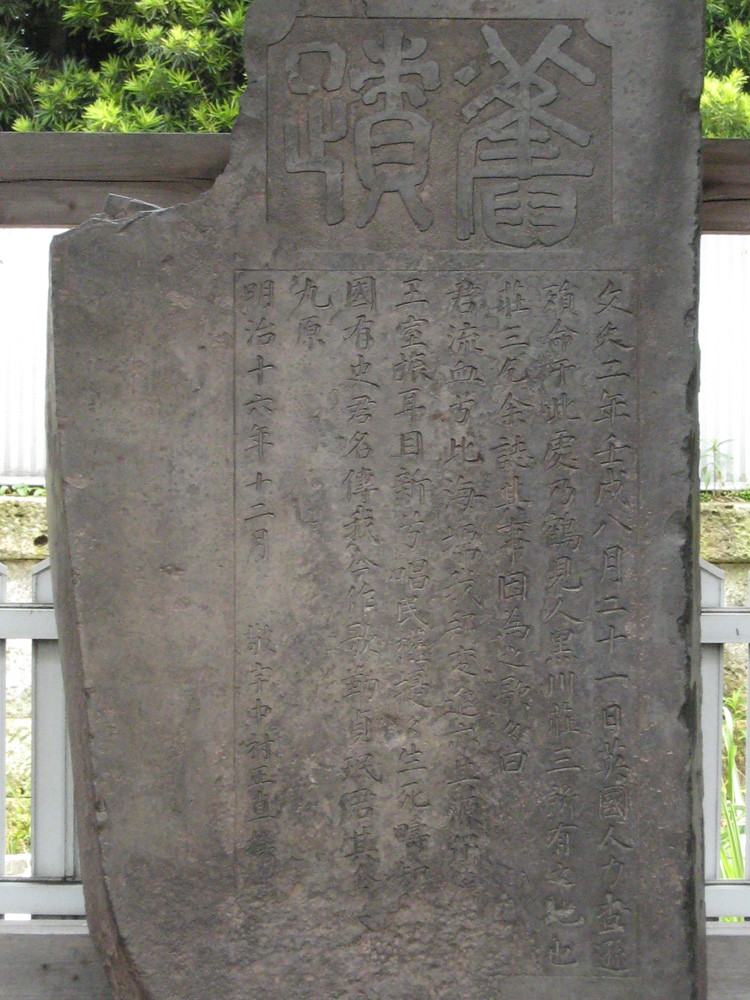
리처드슨 낙마 지점 부근에 세워진 나마무기 사건비. 메이지 16년에 건립되었고, 비문은 나카무라 마사나오가 썼다.

1862년(분큐 2년), 사쓰마번주 시마즈 모치히사의 아버지이자 번정을 이끌던 사쓰마 국부 시마즈 히사미쓰는 막부 정치 개혁한다는 대의명분을 내걸고 700명에 달하는 군대를 이끌고 에도로 상경한 후(분큐 개혁 참조), 칙사 오하라 시게토미(大原重徳)와 함께 교토로 돌아가는 단계가 되었다. 히사미쓰는 오하라 일행보다 하루 빠른 8월 21일에 에도를 출발했다. 인솔한 군대는 400여 명이었다.
행렬이 나마무기 마을에 접어들면서 말을 탄 영국인 일행과 만났다. 이들은 요코하마에서 미국인이 운영하는 상점에 근무하던 우톱프 찰스 클라크(Woodthorpe Charls Clark)와 요코하마에 거주하던 비단 상인 윌리엄 마샬(William Marshall), 마샬의 사촌으로 홍콩에 거주하던 영국 상인의 아내이자 요코하마에 관광을 하러 와 있던 마가렛 보라데일 부인(Margaret Watson Borradail), 그리고 상하이에서 오랫동안 장사를 하고 있다가 역시 관광을 위해 일본을 방문하고 있던 찰스 레녹스 리처드슨(Charles Lennox Richardson) 일행이었다. 일행은 이날 도카이도에서 승마를 즐기다가, 관광 목적으로 헤에켄지(平間寺)로 향하고 있었다는 설도 있다.
나마무기 마을 주민 신고서와 가나가와 봉행소 관리의 각서, 그리고 당시 영국공사관 통역견습이었던 어니스트 사토우의 일기를 대조해 보면 거의 다음과 같은 경위를 추적해 볼 수 있다.
행렬의 선두에 있던 사쓰마번사들은 정면에서 행렬로 말을 타고 들어온 영국인 4명에게 몸짓으로 하마하도록 방법을 제시하고 설명했지만, 영국 사람들은 ‘옆으로 통과’하라고 지시하는 것으로만 생각했다. 그러나 행렬은 길 폭을 거의 다 사용하며 진행하고 있었으므로, 결국 네 사람은 점점 행렬 속을 거슬러 오는 모양이 되었다. 총포대도 일단 돌파하고 히사미쓰가 타는 있는 가마 근처까지 말을 몰고 갔고, 그곳에서 수행원들의 목소리에 정말 좋지 않았다고 눈치를 챈 것 같았다. 그러나 어디까지나 말을 내릴 생각은 하지 못했고, 이번에는 ‘되돌아가라’고 말한 것으로 받아들이고 말머리를 돌려 주위를 아랑곳하지 않고 멋대로 움직였다. 그때 몇 사람이 칼을 휘둘렀다.
4명은 놀라 도망치려고 했지만, 때는 이미 늦어 리처드슨은 중상을 입고, 오동나무집(桐屋)이라는 요리집 200m 정도 앞에서 낙마하면서 중지를 찔렸다. 마샬과 클라크도 중상을 입고 보라데일 부인에게 “당신을 도울 수 없기 때문에, 단지 말을 버리고 도망가라”고 외쳤다. 보라데일 부인도 일격을 당했지만, 모자와 머리의 일부가 날아간 그대로, 가장 먼저 요코하마 거류지로 달려 돌아와 구원을 호소했다. 마샬과 클라크는 피를 흘리면서도 말을 타고 가나가와에 당시 미국영사관으로 사용되었던 혼가쿠지(本覚寺)에 뛰어들어 도움을 요청했고, 헵번 박사의 도움을 받게 되었다.
《사쓰마번 해군사》(薩藩海軍史)에 따르면 리차드슨에 첫 일격을 가했던 인물은 나라하라 키자에몬(奈良原喜左衛門)이었으며, 또한 도망 도중에 총포대의 히사기무라 지큐(久木村治休)가 두번 째로 베었다. (이후 히사기무라는 이 사건의 회고담을 가고시마 신보 지상에 상세하게 말하고 있다). 또한 당시 번주를 가까이서 모시던 신하였던 마쓰가타 마사요시가 직접 전하는 말에 따르면 가마 속의 히사미쓰는 “눈을 감고 태연한 신색”이었지만, 마쓰카타가 “외국인이 행렬을 범하여, 지금 이것을 정리하고 있습니다”라고 보고하자 천천히 허리에 찬 칼이 빠지도록 스스로도 준비를 했다고 한다.

### 요코하마 거류지의 반응

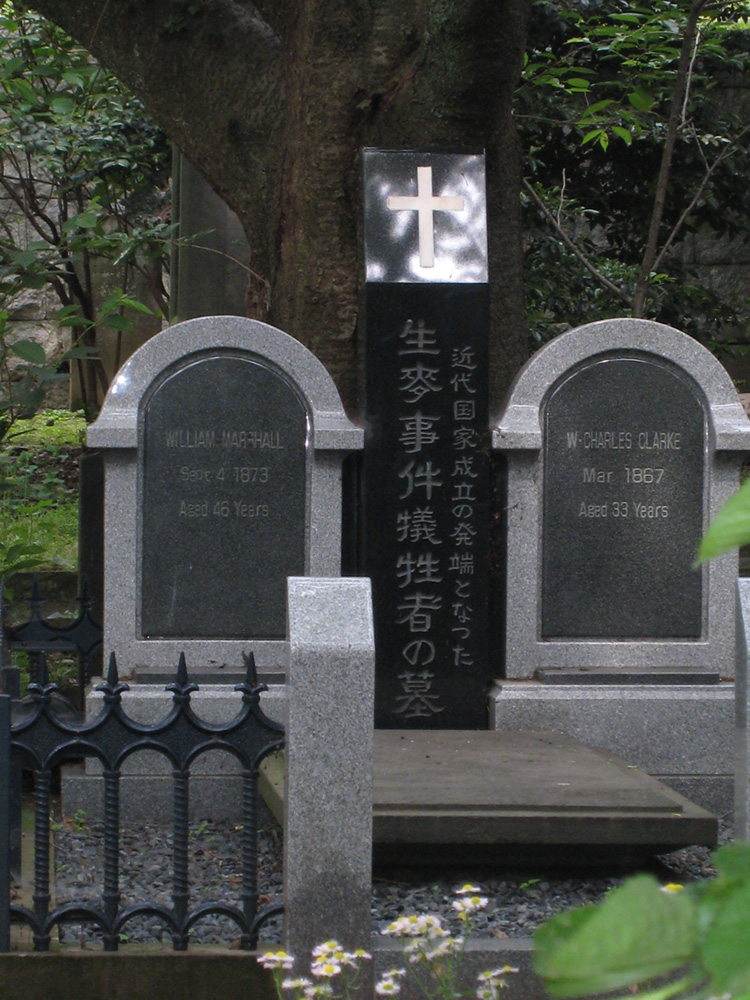
요코하마 외국인 묘지의 리처드슨의 묘

이 사건은 도젠지 사건 등 당시까지 일어났던 외국인 살해 사건과는 달리 개인적인 행위가 아니라 다이묘 행렬의 수행원들 다수가 일제히 개인된 사건으로 비록 히사미쓰의 직접적인 명령이 없었더라도 암묵적 동의 하에 이루어지고 있었던 것이 역력했다. 사건 직후 각국 공사, 영사, 각국 해군 장교 등 요코하마 거류민들이 모여 대책 회의를 열었다. 이 회의에서도 ‘시마즈 번의 히사미쓰나 또는 그 고관들을 포로로 잡자’는 의제가 오르고 있어서 자칫하면 전쟁으로 직결될 수도 있어 영국공사관도 대처 방법에 고심을 거듭하게 된다.
사건 직후 보라데일 부인의 요청에 따라 먼저 움직인 것은 영국공사관 부속 의관이었던 윌리엄 윌리스(William Willis)였다. 말을 타고 계속되고 있던 사쓰마번사의 행렬의 옆구리를 빠져 나마무기로 향하는 가운데, 요코하마 거주하며 가세한 남자들 3명이 추격을 했고, 곧 영국 가나가와 영사 바이스 대위가 이끄는 공사관 소속의 기마호위대도 따라 잡았다. 일행은 지역 주민의 방해를 받으면서도 리처드슨의 시체를 발견하여 요코하마로 돌아왔다.
영국 공사 대리 에드워드 존 닐 중령은 사쓰마와의 전투가 벌어질 것을 우려하여 기마호위대의 출동을 금지시켰다. 그러나 그것을 무시하고 바이스 영사가 출동하였기 때문에 두 사람 사이에 불화가 생겼다. 사건 당일 밤부터 다음날 아침까지 요코하마 거류민 상당수가 시신을 수습한 바이스 영사를 지지하였고, 무기를 들고 보복을 외쳤다. 프랑스 공사 뒤센느 드 벨쿠르가 그것을 응원하는 듯한 입장을 취했던 것도 거류민들의 움직임을 자극했다. 그러나 존 닐 중령은 냉정하게 현실적인 전력 부족과 전면전으로 발전할 경우의 불이익으로 설득을 하여 소동을 억누르며 막부와의 외교 교섭을 통해 해결하겠다는 자세를 관철시켰다.

### 히사미쓰 일행의 동향
히사미쓰 일행은 그날 밤 요코하마에서 가까운 가나가와 숙소에 숙박 예정이었던 일정을 변경하여 하도가야주쿠(程ヶ谷宿)에서 숙박했다. 사건 당시 일행 속에 있었던 오쿠보 도시미치는 당일의 일기에서 요코하마 거류지의 보복 움직임을 경계하여 무사 2명이 정찰에 나섰다고 적고 있다. 막부 직할령이었던 나마무기 마을의 마을 관리는 즉시 사건을 가나가와 봉행에 신고했고, 이에 따라 조사를 시작했던 봉행은 히사미쓰 일행에게 사신을 파견하여 사건의 보고를 요구했다. 그러나 히사미쓰 일행은 다음날 “낭인 3~ 4명이 갑자기 나와서 외국인 1명을 베어죽이고 어딘론가 사라진 것으로, 사쓰마번과는 관계없다”는 신고를 하고 부교의 만류에도 아랑곳하지 않고 그대로 서둘러 교토로 향했다. 가나가와 봉행으로부터 보고를 받은 에도의 노중 이타쿠라 가쓰키요는 사쓰마번의 에도저택 집사에게 사건의 자세한 설명을 요구했는데, 며칠 후 “아시가루인 오카노 신스케가 말을 타고 행렬에 진입한 낯선 사람을 베고 달아났다. 찾으려 노력하고 있지만 여전히 행방을 찾을 수 없다”고 설명했다. 가나가와 봉행으로부터 자세한 보고를 받고 사건의 개요를 파악하고 있던 막부는 사실과 다른 설명에 분노하여 저택 집사에게 출두를 요구하며 규탄했지만, 사쓰마 측은 모르는 체 넘겼다.
다이묘 행렬에 대한 외국인의 ‘무례’에 대해 히사미쓰 등은 에도에 도착한 지 얼마 되지 않은 6월 23일, 막부에 탄원서를 제출했다. 그 문서에 따르면 왕복하는 길에서 이미 히사미쓰의 행렬이 말을 탄 외국인을 만났는데, 좁은 도카이도에서 다이묘 일행의 통행에 아랑곳하지 않고 나란히 넓은 장소를 차지하는 무례를 보였다는 것이었다. 이어 “웬만하면 눈 감아 주거나 번사들이 참는 경우도 있지만, 상대방의 극악무도가 도를 넘을 경우 가만히 있을 이유도 없다. 각국 공사들에게 무례한 짓을 삼가하도록 알려 달라”고 탄원서를 올렸다. 그에 대한 막부의 대답은 “이미 그런 지시를 내려두었지만, 말도 통하지 않고, 습관도 다르기 때문에 웬만하면 참고 원만히 끝내는 것이 좋다”는 것이었다. 그러나 실제로는 막부가 그런 통지문을 외국영사관에 보낸 적이 없었다.

## 여파

### 분큐 2년
1862년 9월 16일 사건이 발생한 지 이틀 후, 에드워드 세인트 존 닐 대리 공사는 요코하마에서 외국 봉행 쓰다 마사미치와 회담을 했다. 이 회담에서 닐은 “칙사의 통행은 연락이 있었는데, 왜 시마즈 히사미쓰의 통행은 알려오지 않았는가”라고 추궁했다. 이에 대해 봉행은 “칙사는 고귀하지만, 다이묘는 막부 아래에 속하는 것으로 전달할 필요는 없다. 지금까지도 그랬고, 문제는 없었다”고 대답했다. “칙사보다 사쓰마번의 통행이 문제가 일어날 가능성이 높은 것은 뻔한 이야기이다”로 닐은 반론했다. 닐은 본국 외무장관의 보고서에 히사미쓰 통행의 소식이 없었다는 것을 명기하고, 외교상 자국에 유리한 막부의 과실을 지적했다.
8월 30일에는 로주 이타쿠라 가쓰키요의 저택에서 닐과 로주 이타쿠라, 미즈노 다다키요와 절충을 하였고, 여기서도 영국 측은 범인의 인도를 거듭 요구했다. 한편, 닐은 이 사건의 배상금 요구에 대해서는 영국 본국의 훈령을 기다렸다가 협상하기로 했다.
당시 막부에서는 다수의 군대를 데리고 막부의 최고 인사에 개입한 히사미쓰에 대해 적의를 가진 견해가 일반적이었다. 따라서 나마무기 사건 소식에 “사쓰마가 막부를 곤란에 빠뜨리기 위해 위해 일부러 외국인을 화나게 하는 행동으로 나온다”고 받아들여, 막부의 신하들 다수가 사쓰마를 미워하는 영국을 두려워하여 시종 대책도, 정책도 전혀 세우지 못하고 있었다고 한다. 정작 히사미쓰의 막부 정치 개입에 의해 정사 총재직에 취임한 마쓰다이라 요시나가는 이 사건에 대한 조치 방안(히사미쓰의 귀국 금지 등)을 로주들에게 건의를 해도 받아들여지지 않자 일시적 등성을 중지하는 상황에 이르렀다.
한편, 도카이도 연변의 민중은 ‘과연 사쓰마 님’이라고 환호하며 히사미쓰의 행렬을 맞았다고 한다. 1862년 9월 30일에 히사미쓰는 상경 9일 조정에 참석하였지만, 고메이 천황은 일부러 행차하여 히사미쓰의 노고를 치하했다. 이것은 무직위 무관직이었던 자에 대해 이례적인 대우였다. 이 사건을 소재로 야마시나 아키라 황자가 만든 ‘사쓰마의 노장 발충관 천자백관의 위난을 면하게 하고, 영기발랄한 나마무기 지역 해변 십리 달빛을 차게하네’라는 한시는 메이지 시대에 이르러 애창되었다. 그러나 나마무기 사건을 계기로 조정이 양이일색으로 물들어 버린 것은 히사미쓰와 사쓰마번의 기대를 초과한 결과였다. 사쓰마번의 막부 정치 개혁의 의도는 양이가 아니었고, 그들의 불만은 오히려 막부가 외국 무역을 독점하고 있던 것에 있었다. 존왕양이파가 지배하는 교토의 정세에 참다못한 히사미쓰는 23일에 교토를 떠나 가고시마로 돌아왔다.

### 사쓰에이 전쟁

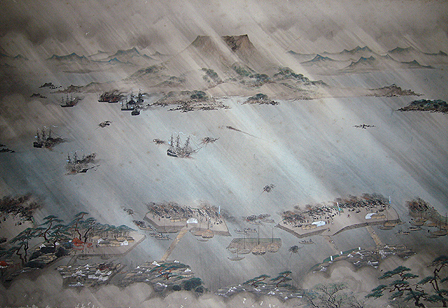
가고시마 만의 영국-사쓰마 전쟁

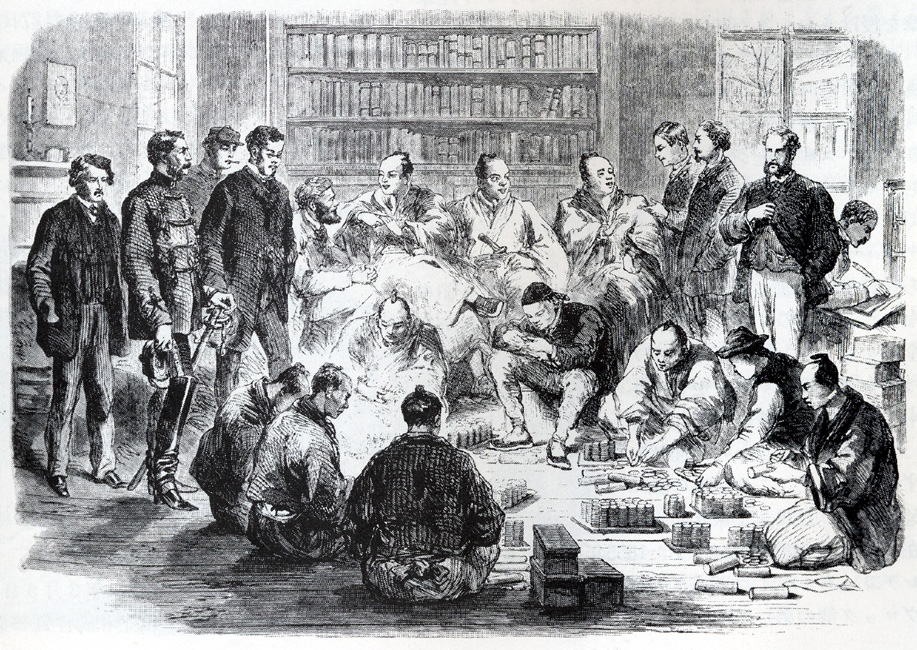
사쓰마의 배상급 지급

1863년 연초, 나마무기 사건의 처리를 위해 영국 외무장관 러셀 백작의 훈령이 닐 대리 주일본 영국공사에게 내려졌다. 이에 따라 2월 19일, 닐은 막부에 사죄와 배상 10만 파운드를 요구했다. 또한 사쓰마번에는 막부의 통제가 미치지 못하기 때문에 함대를 사쓰마에 파견해 직접 번과 협상하였고, 범인의 처벌과 손해배상금 2만 5천 파운드를 요구한다고 통고했다. 막부에 압력을 가하기 위해 영국, 프랑스, 네덜란드, 미국, 4개국 함대가 순차적으로 요코하마에 입항했다.
마침 에도 막부 14대 쇼군 도쿠가와 이에모치가 상경 중이었으며, 수도에 머물고 있던 루주 격 오가사와라 나가미치가 급거 귀환하여, 외국과의 협상에 임하게 되었다. 배상금의 지불을 둘러싸고 막부의 의견이 어지럽게 꼬였고, 미즈노 다다노리(水野忠徳) 등의 강경한 주장도 있었지만 일단은 지불한다는 결론으로 결정되었다. 그러나 양이 칙명을 띠고 쇼군후견직 도쿠가와 요시노부가 교토에서 돌아와 도중에 배상금 지불 거부를 지시했기 때문에, 사태는 걷잡을 수 없었고, 만기일 전 날인 5월 2일에 지불 연기를 외국 측에 통보하였다. 이에 닐은 분노하여 함대에 전투 준비를 명령했고, 요코하마에서 긴장이 고조되었다.
다시 에도에서 열린 협의회에서는 미토번의 개입으로 반대로 지불 거부가 결정되지만, 5월 8일 오가사와라 나가미치가 해로로 요코하마에 가서 독단으로 배상금 지급을 명령했다. 다음날 5월 9일, 배상금 전액이 영국공사관에 수송되었다. 한편, 요코하마에 머물고 있던 요시노부는 오가사와라와 엇갈려 에도로 돌아왔고, 오가사와라와의 사이에 배상금 지불을 둘러싸고 묵계가 존재했다는 설이 있었다. 오가사와라는 배상금 지불을 끝낸 후에 다시 상경길에 오르지만, 오사카에서 로주 직이 파면되었다.
막부와의 협상에 이어, 영국은 사쓰마번과 직접 협상하기 위해 6월 27일, 군함 7척을 이끌고 가고시마 만에 입항했다. 그러나 협상은 결렬되었고, 7월 2일 영국 군함에 의한 사쓰마 선박의 나포를 계기로 사쓰마번이 영국 함대에 포격을 가하여 사쓰에이 전쟁이 발발했다. 사쓰마 측은 가고시마 시가가 소실되는 등 막대한 피해를 입었고, 영국 함대 측에서도 손상이 커서, 4일에는 함대가 가고시마 만을 떠나 전투가 수습되었다.
10월 5일, 영국과 사쓰마는 요코하마 영국공사관에서 강화에 이르렀다. 사쓰마는 막부로부터 2,5000 파운드에 해당하는 6만 300량을 빌려 영국 측에 지불했고, 강화 조건 중 하나인 나마무기 사건의 가해자에 대한 처벌은 ‘도망’을 핑계로 이루어지지 않았다.

## 문화적 관점
당시 선교의 기회를 엿보며 일본에 있던 미국인 여성 선교사의 마가렛 테이트 키니어는 미국의 친구에게 다음과 같이 편지를 쓰고 있다. “그날은 에도에서 남쪽 영지로 돌아가는 주군의 행렬이 도카이도를 따라 내려가는 것으로 되어 있었으므로, 막부의 관리들로부터 도카이도에서 승마는 삼가라고 했는데 이 사람들은 마땅히 지켜야 할 막부의 권고도 무시하고, 이 도로를 건너 온 것이었다. 그리고 그 다이묘 행렬을 만났을 때, 끝까지 길을 양보하기는커녕 행렬의 중간에 뛰어 들어버렸다.” 그러나 이 광경은 마가렛이 직접 관찰한 것이 아니라 소문에 의한 것이었으며, 마가렛은 그 출처를 언급하지 않았다.
다만, 사건 후 대리 공사 닐 중령과 막부와의 상호 작용에서 보면, 영국공사관은 칙사 오오하라 시게토미의 도카이도 통행의 소식은 전달받았다. 그러나 그 날짜는 시마즈 히사미쓰의 통행보다 하루 늦었고, 또한 영국공사관에서 번역에 시간이 걸리기도 했고, 리처드슨 일행은 영국영사관에서 정식 공지를 받지는 않았던 것으로 보인다. 그러나 하야시 다다스의 회고록에 리처드슨 일행은 “오늘은 시마즈 사부로의 통행 통지가 있거나, 위험이 많으면 맞서라”라고 친구가 충고했다는 이야기가 보였다. 미국공사관은 비공식 통지를 받았거나, 정보를 얻어 자신의 판단으로 자국민에게 경고했던 것이 아닐까도 생각된다.
사건이 일어나기 전에 시마즈의 행렬과 마주친 미국인 상인 유진 밴 리드(Eugene Miller Van Reed)는 곧바로 하마한 후 말을 길가에 대고 행렬을 방해하지 않도록 길을 양보하였고, 탈모를 해 행렬에 예를 표했다. 사쓰마번사 측도 외국인이 행렬에 경의를 나타내고 있다고 이해하고 특별한 문제가 일어나지 않았다. 밴 리드는 일본의 문화를 잘 이해하고 있었다. 다이묘 행렬을 어지럽히는 행위가 얼마나 무례한 것인지, 예를 잃으면 어떻게 되는 지를 이해하고 있었던 것이다. “그들은 오만하게 행동했다. 자초한 재앙이다”"라고 영국인 4명을 비난하는 의견을 제시하였다.
또한 당시의 〈뉴욕타임즈〉는 “이 사건의 잘못은 리차드슨에게 있다. 일본의 가장 주요한 거리인 도카이도에서 일본의 주요 귀족에 대한 무례한 행동을 하는 것은 외국인은커녕 일본 백성들에게 조차 허용되지 않았다. 조약은 그에게 살 집과 무역의 자유를 주었지만 일본의 법과 관습을 범할 권리를 준 것은 아니라”라고 평하고 있다.

## 같이 보기
- 사쓰에이 전쟁

## 참고 자료
- Satow, Ernest. A Diplomat in Japan, Tuttle (1921). ISBN 4-925080-28-8
- Rennie, David. The British Arms in North China and Japan. Originally published 1864. Facsimile by Adamant Media Corporation. (2001) ISBN 1-4021-8184-1
- Denney, John. Respect and Consideration: Britain in Japan 1853–1868 and beyond. Radiance Press (2011). ISBN 978-0-9568798-0-6